# Camurac (station)
 (avril 2025).
Motif : Sources attestant de la notoriété ?
- Archive Wikiwix
- Bing
- Cairn
- DuckDuckGo
- E. Universalis
- Gallica
- Google
- G. Books
- G. News
- G. Scholar
- Persée
- Qwant
- (zh) Baidu
- (ru) Yandex
- (wd) trouver des œuvres sur Wikidata

| 1. | Préciser le motif de la pose du bandeau. | Précisez le motif de la pose du bandeau en utilisant la syntaxe suivante : {{admissibilité à vérifier\|date=juillet 2025\|motif=remplacez ce texte par le motif}}                      |
| 2. | Informer les utilisateurs concernés.     | Pensez à avertir le créateur de l'article, par exemple, en insérant le code ci-dessous sur sa page de discussion : {{subst:avertissement admissibilité à vérifier\|Camurac (station)}} |

Pour la commune, voir Camurac.
La station de ski de Camurac, station de sports d'hiver des Pyrénées audoises, est l'unique station du département de l'Aude.  Son hameau de chalets se trouve dans le département de l’Aude et les pistes de ski dans le département de l’Ariège (Montaillou). Peu à peu, la station se tourne vers des activités 4 saisons pour pallier les manques éventuels de neige l'hiver et rendre la montagne accessible à tous peu importe le moment de l'année. 

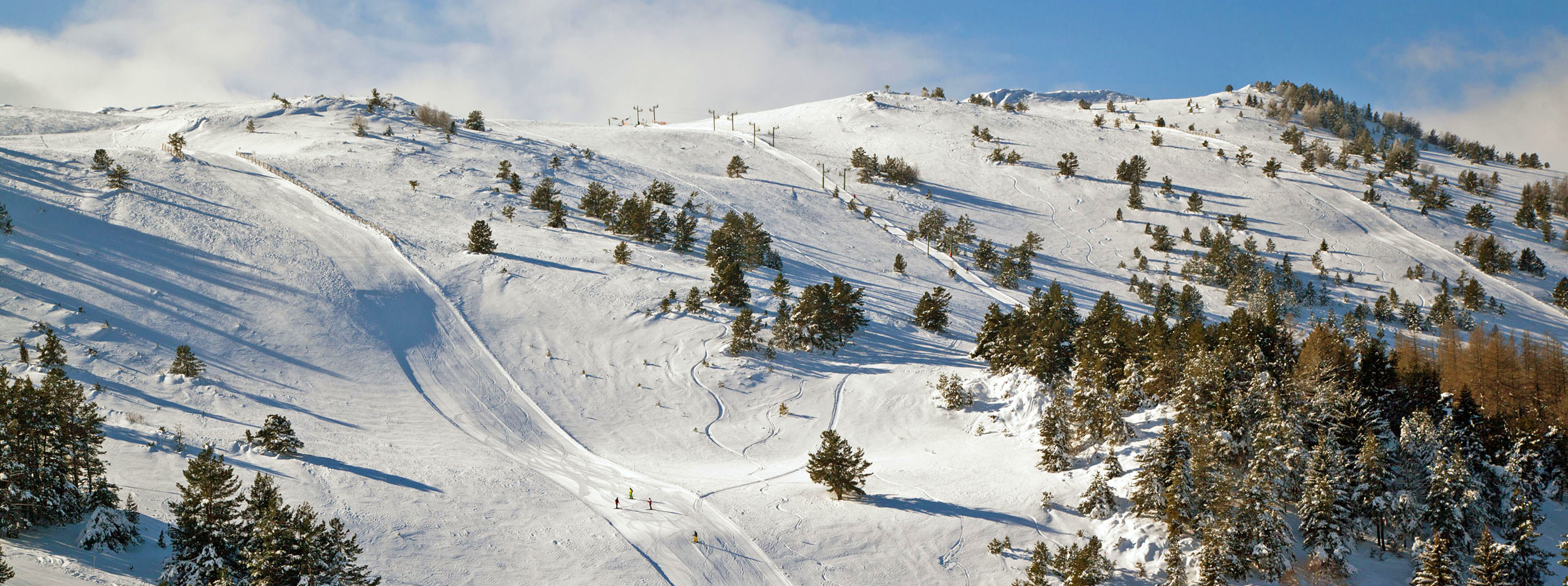

Elle est située sur la commune de Camurac, dans le pays de Sault. Elle propose, en hiver, 11 pistes de ski alpin et 5 parcours de raquettes. En été, la station se pare d'un espace Bike Park avec des parcours pour les enfants, des zones ludiques et techniques ainsi que 2 pistes de Dual Slalom permanentes.

## Géographie
La RD 613 dessert Camurac et le col des Sept Frères.
La D1020 permet l’accès à la station de ski de Camurac. le hameau, les chalets du Teil, est situé au dessus de la station. Depuis la station de ski, on peut admirer le pic de Soularac, le pays de Sault, la Montagne Noire et la chaîne des Pyrénées. Quelques meublés de tourisme, dont certains labellisés, sont la seule offre d’hébergement à la station. De nombreuses possibilités d'accueil existent à Camurac, dans les villages voisins et sur le Plateau de Sault en général.

## Histoire

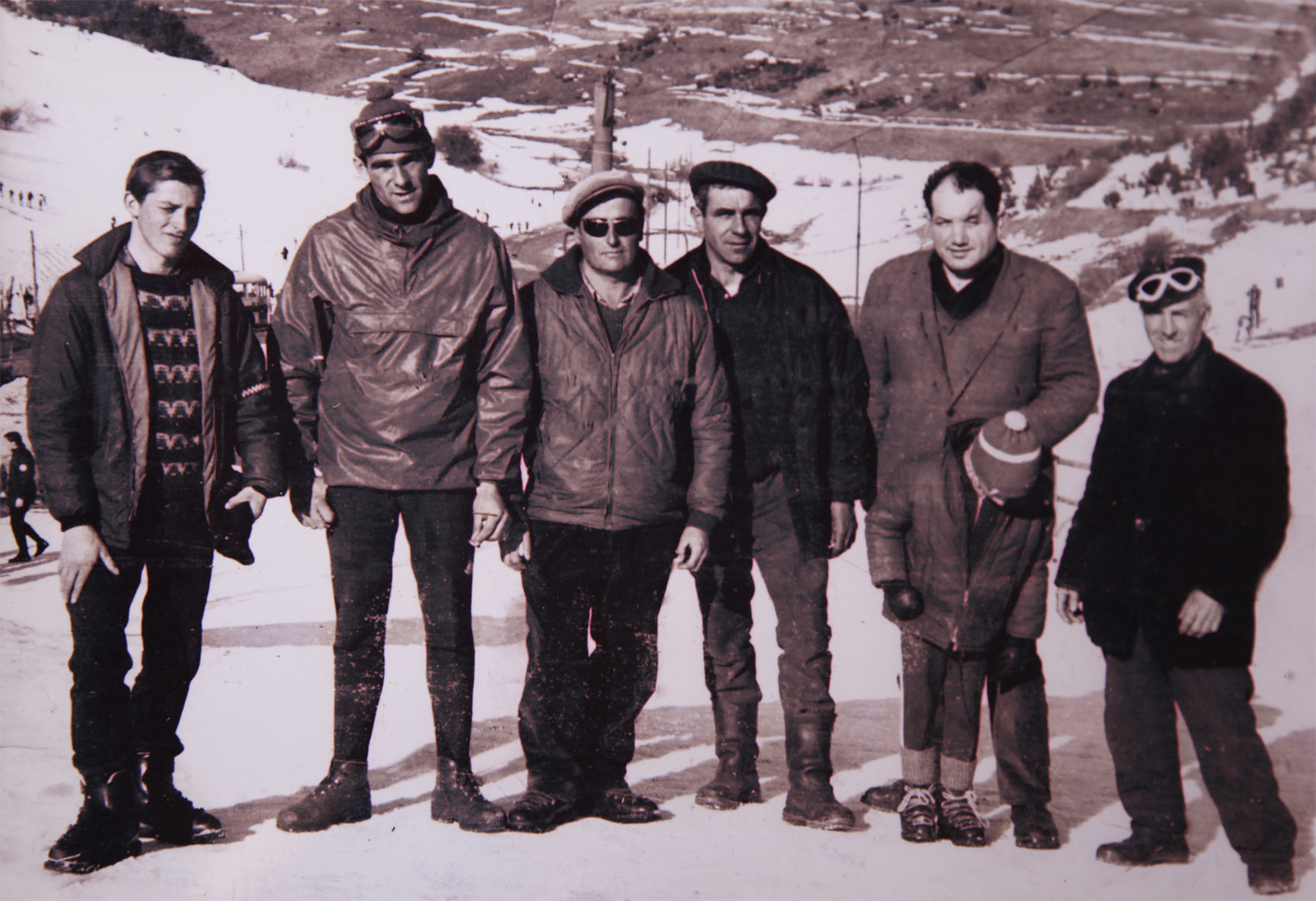
En 1964, de gauche à droite: Maurice Savoye perchman, Marcel Maury pisteur, Pierre Clergue perchman, François Clergue chef d'exploitation, Pierre Vaquié maire, Mr Verdaguer agent, il manque Pierre Clergue dit Pierrot Petit caissier.

La station a été créée en 1964 sous l'impulsion du maire de Camurac, Pierre Vaquié, conseiller général du canton de Belcaire. Elle est gérée par la commune et équipée de deux téléskis, "la Labière" et "le Courtaril". Des luges et plus tard des skis peuvent être loués chez le menuisier du village Albert Olivier.
La station connait un très vif succès et les files d'attente aux deux remontées mécaniques s'allongent chaque week-end. La fréquentation de la station est confortée par l'ouverture des centres d'hébergement de la Maison des Jeunes et de la Culture de Lézignan au château et du centre d'accueil des Pupilles de l'Enseignement Public dans l'ancienne colonie de la ville de Limoux.
Les premiers commerces qui s'installent au pied des pistes sont le restaurant Palchine, le bar et crêperie le Pescaillou, et la location de skis et luges Olivié Sports. Un deuxième magasin de location de matériel de ski ouvrira un peu plus tard. Enfin, la discothèque le Trémédis viendra compléter les services installés au pied des deux téléskis de ce vallon de Coume Longue.
Dans les années 1970 la commune ouvre la route vers le col du Teil et un nouveau domaine skiable : la station haute de Coste Rouge. Trois téléskis sont installés: Le Teil (qui assure le retour vers la station basse), les Pins et Coste Rouge. On accède à ce nouveau site directement de la station basse avec le téléski de Coume Longue.
Le lotissement de Coume Longue voit le jour en 1980 avec l'aménagement de 57 parcelles qui seront progressivement occupées par des chalets. En même temps un nouveau centre d'hébergement collectif est construit face au lotissement: le chalet des scouts d'Albi.
Le lotissement du col du Teil est lancé en 1985. En 2023 il compte une trentaine de chalets. Les équipements collectifs comprennent une salle hors sac, un restaurant snack bar avec terrasse panoramique, la billetterie et le poste de secours. Un local technique accueille le matériel et les dameuses.
Au fil du temps la station procèdera au doublement du téléski de Coste Rouge et à l'installation de canons à neige (25 en 2023) et du nouveau téléski "la Combe". Un télécorde permet l'initiation des enfants.

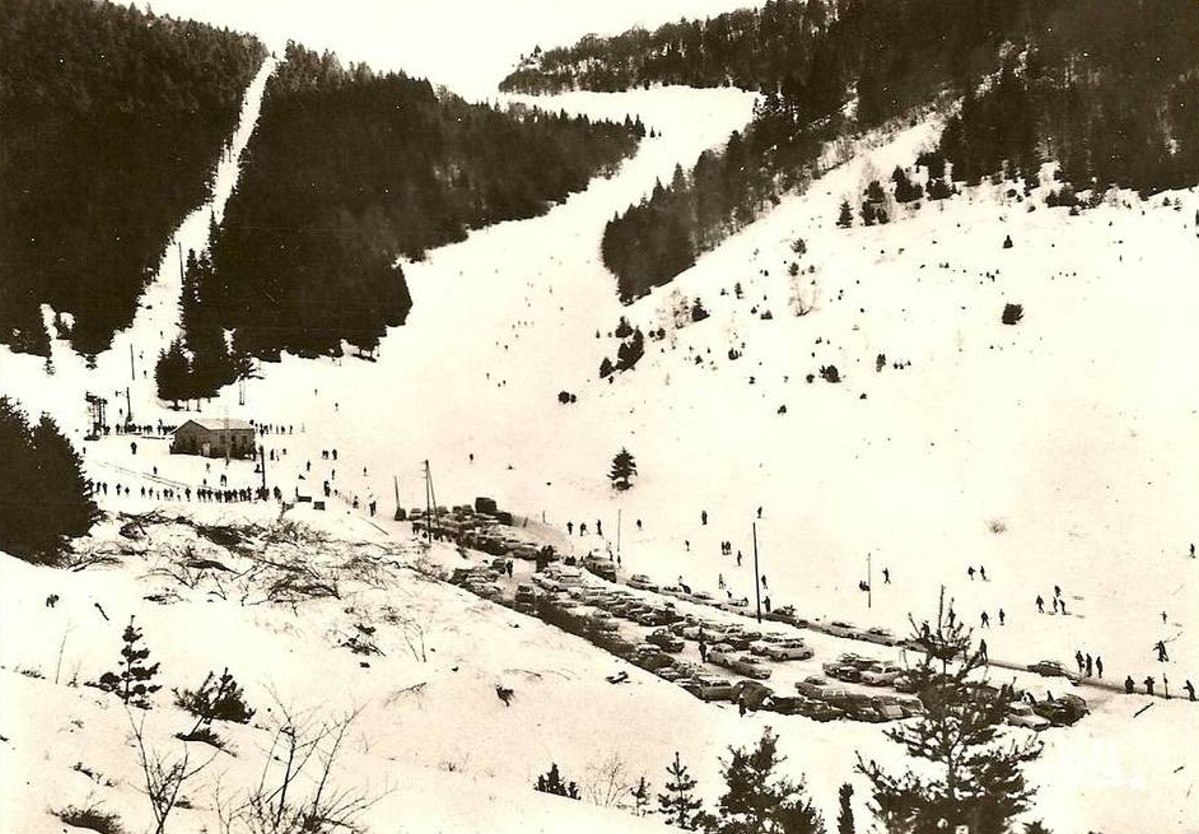
La Labière vers 1966
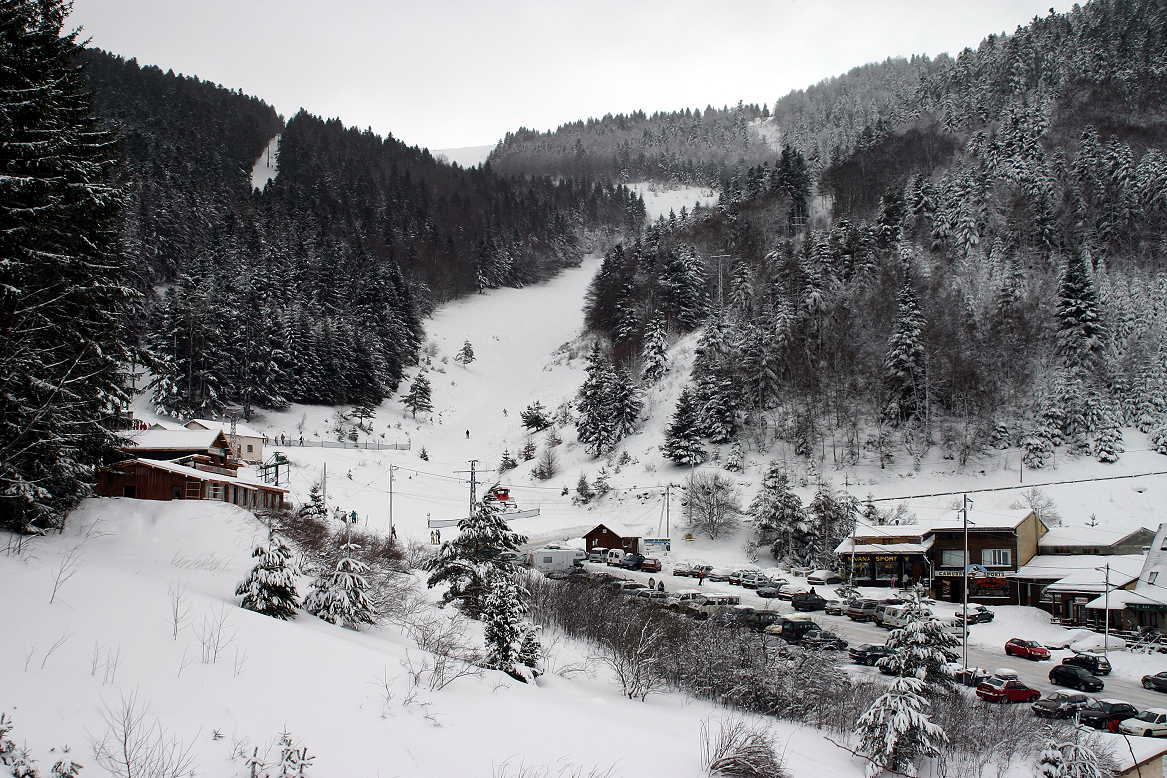
La Labière en 2004
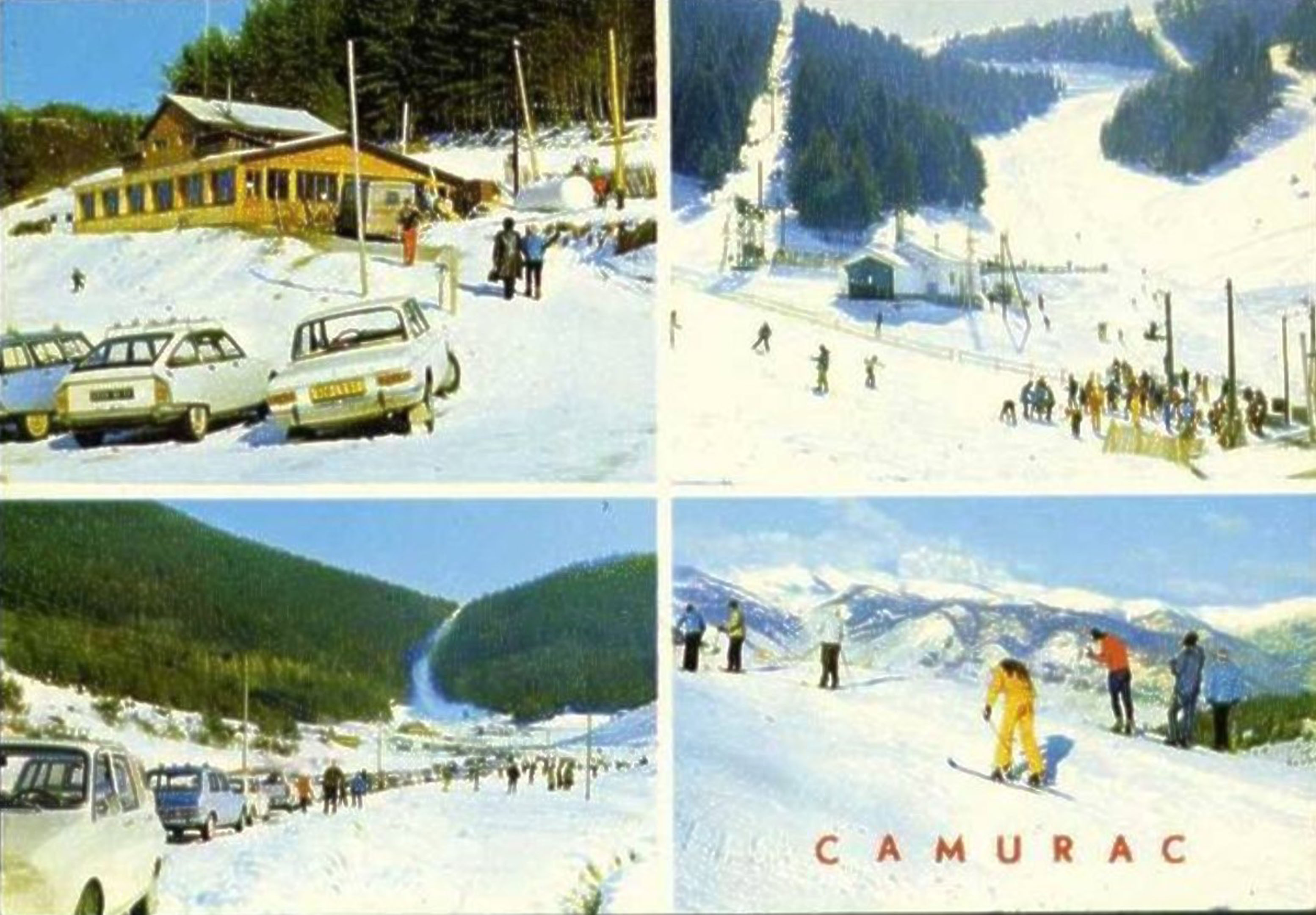
Carte postale années 70.
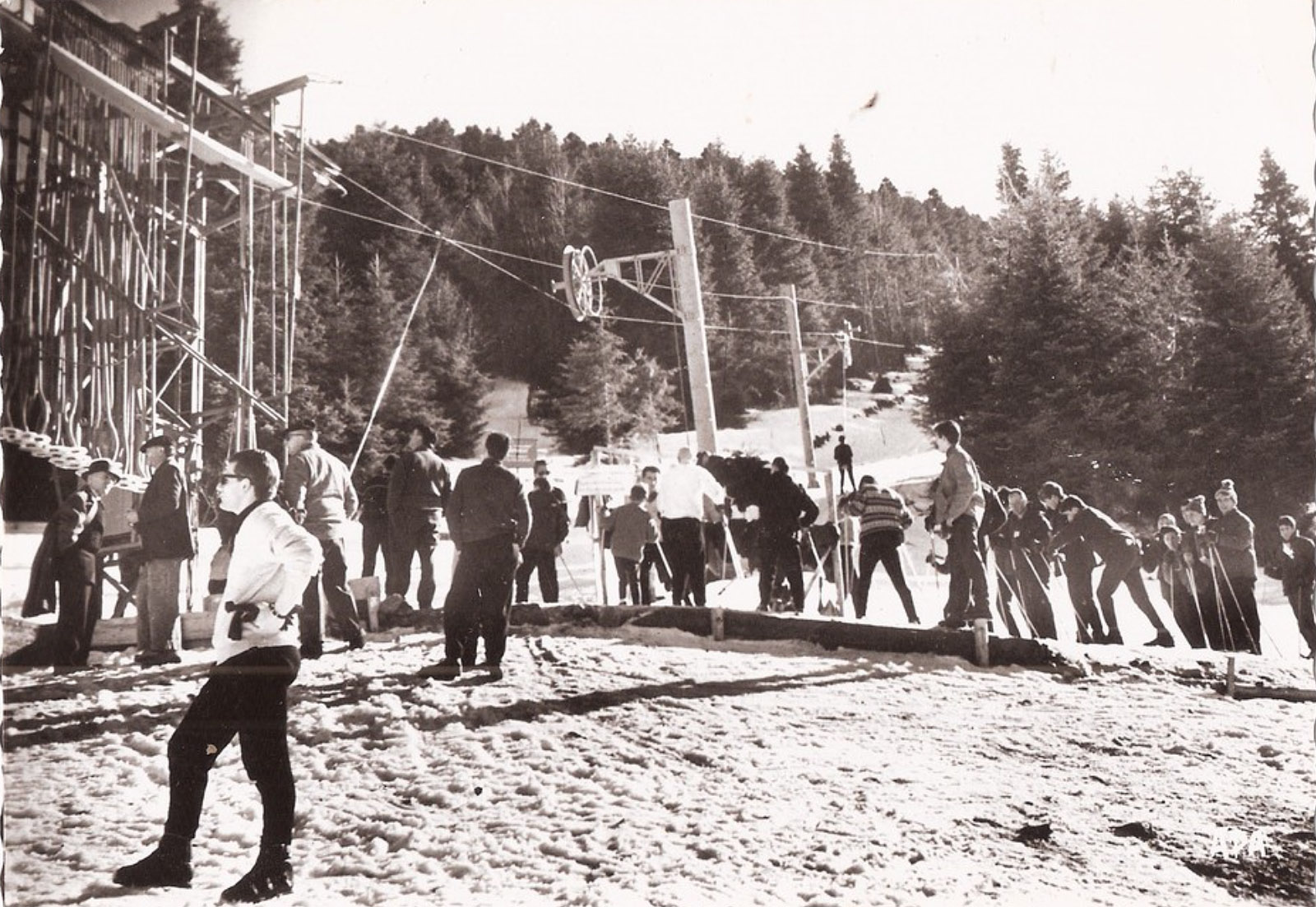
Le téléski de la Labière en 1964.

Réaménagement de la station haute, terrassements, création du téléski de la Combe.
Depuis 2014, la station est gérée par la communauté de communes des Pyrénées audoises.
Station de sports d’hiver de Camurac : les sports pratiqués sont le ski alpin, la luge, le snow scoot, le snowboard et la raquette.
À partir de 2022, la station entame une réflexion pour développer une nouvelle stratégie touristique du territoire et lance Camurac station 4 saisons. Le but est de rendre la station plus attractive tout au long de l'année et d'être fréquentée en dehors de la période hivernale. Ne plus dépendre du tout ski pour faire face aux périodes où la neige manque notamment.
Dans cette lignée, en 2023, de nouveaux parcours de randonnées pédestres sont balisés et un Bike Park est créé grâce à l'installation d'un loueur de VTT et VTT électriques, Loc de Sault. En parallèle, des travaux de rénovation du Restaurant du Teil et de la salle hors sac sont réalisés afin de d'améliorer les conditions d'exploitation du restaurant (amélioration de l'isolation, changement de mode de chauffage, création accès PMR...).